# Kouroultaï du peuple tatar de Crimée
La Kouroultaï du peuple tatare de Crimée est une assemblée constituante de Crimée.
Le bâtiment où il se réunit est classé.